# Þríklakkur
Þríklakkur är ett berg i republiken Island. Det ligger i regionen Norðurland eystra, 300 km nordost om huvudstaden Reykjavík. Toppen på Þríklakkur är 721 meter över havet.
Trakten runt Þríklakkur är nära nog obefolkad, med mindre än två invånare per kvadratkilometer. Närmaste större samhälle är Húsavík, omkring 13 kilometer väster om Þríklakkur. Trakten runt Þríklakkur består i huvudsak av gräsmarker.